# Argiocnemis rubescens
Argiocnemis rubescens är en trollsländeart. Argiocnemis rubescens ingår i släktet Argiocnemis och familjen dammflicksländor. IUCN kategoriserar arten globalt som livskraftig.

## Underarter
Arten delas in i följande underarter:
- A. r. intermedia
- A. r. lunulata
- A. r. rubeola
- A. r. rubescens